# Lógica aristotélica

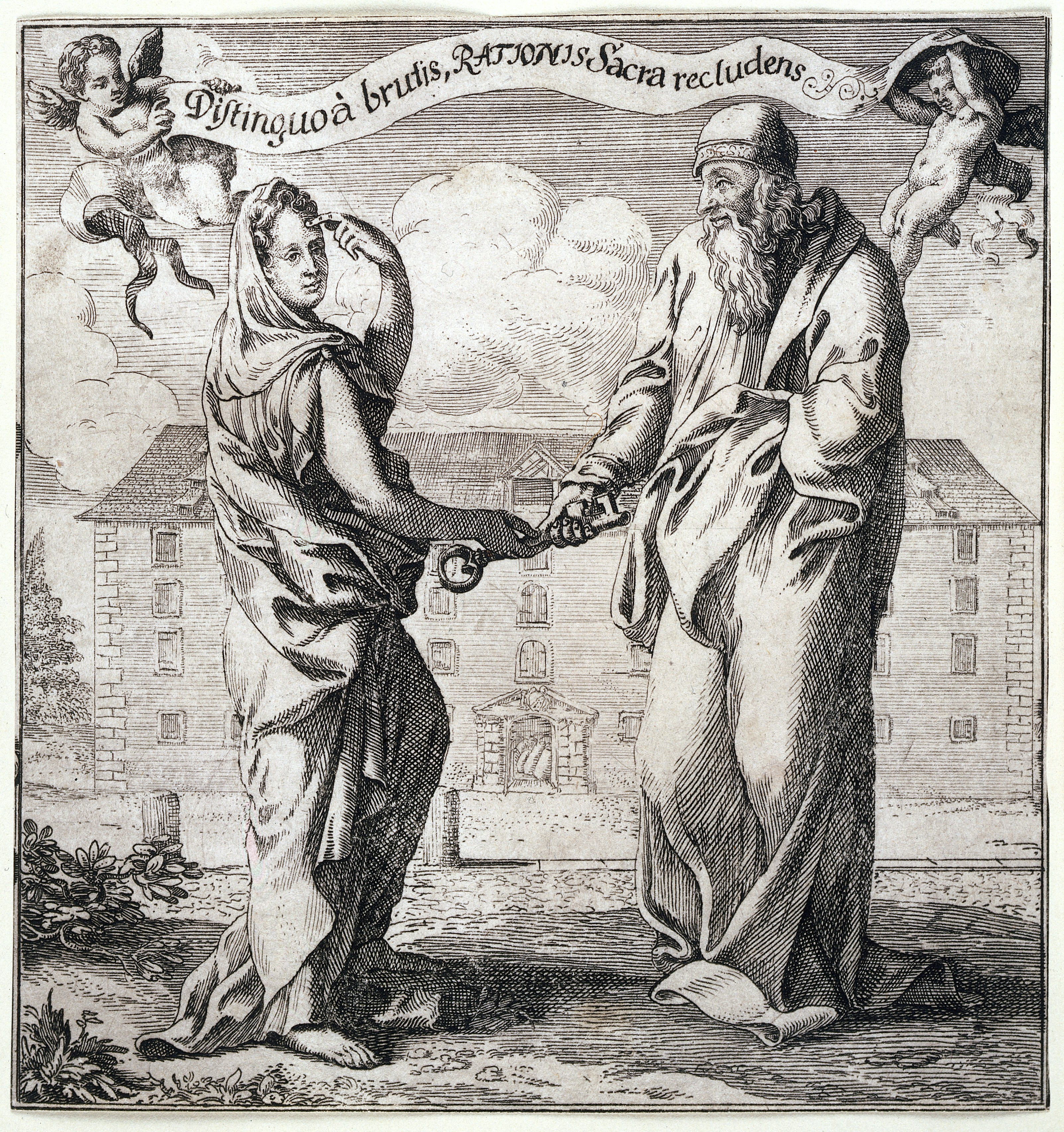
Grabado de la Sabiduría entregando la llave de la Razón a Aristóteles, para distinguir al hombre de las bestias (c. 1690).

La lógica aristotélica es la lógica basada en los trabajos del filósofo griego Aristóteles, quien es ampliamente reconocido como el padre fundador de la lógica. Sus trabajos principales sobre la materia tradicionalmente se agrupan bajo el nombre Órganon («herramienta») y constituyen la primera investigación sistemática sobre los principios del razonamiento válido o correcto. Inició lo que se denomina como lógica de términos.

Para Aristóteles, la lógica era una herramienta necesaria para adentrarse en el mundo de la filosofía y la ciencia. Su lógica está a su vez vinculada con su metafísica. Sus propuestas ejercieron una influencia sin par durante más de dos milenios, a tal punto que en el siglo XVIII, Immanuel Kant llegó a afirmar:

"Que desde los tiempos más tempranos la lógica ha transitado por un camino seguro puede verse a partir del hecho de que desde la época de Aristóteles no ha dado un sólo paso atrás. [...] Lo que es aún más notable acerca de la lógica es que hasta ahora tampoco ha podido dar un sólo paso hacia adelante, y por lo tanto parece a todas luces terminada y completa." Crítica de la razón pura, B, VIII
El trabajo de Aristóteles se consideraba desde los tiempos clásicos, y particularmente durante la época medieval en Europa y el Medio Oriente, como la imagen misma de un sistema completamente elaborado. Sin embargo no estaba solo: los estoicos propusieron un sistema de lógica proposicional que fue estudiado por los lógicos medievales. También se estudió el problema de la generalidad múltiple. No obstante, no se consideraba que los problemas de la lógica aristotélica, tuvieran que necesitar soluciones revolucionarias.
En la actualidad, algunos académicos afirman que el sistema de Aristóteles no puede aportar mucho más que valor histórico, debido a la llegada de la lógica matemática. Sin embargo, la lógica de Aristóteles se emplea, entre otros campos de estudio e investigación, en la teoría de la argumentación para ayudar a desarrollar y cuestionar críticamente los esquemas de argumentación que se utilizan en la inteligencia artificial y los argumentos legales.

## Axiomas

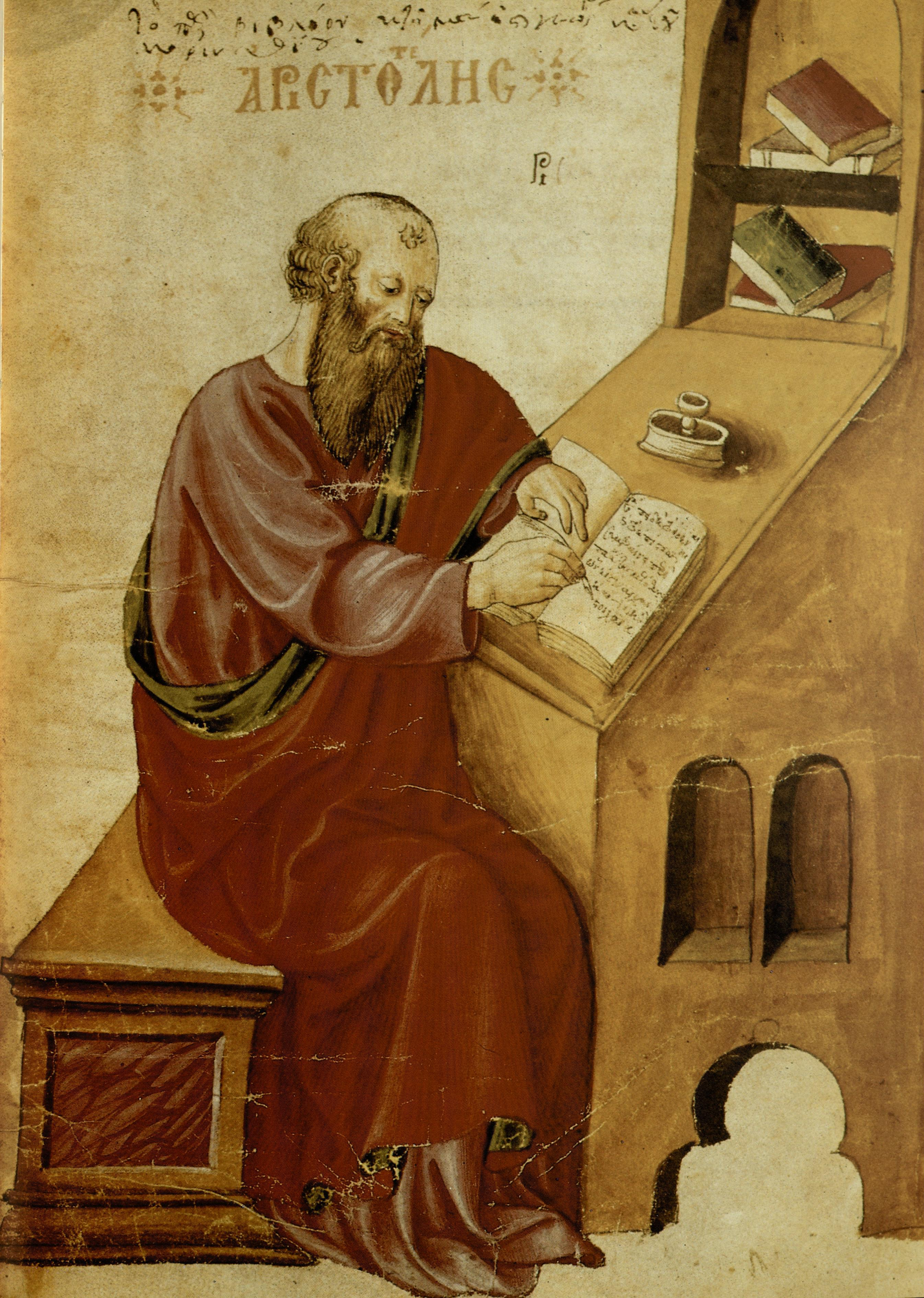
Aristóteles en un manuscrito de Historia naturalis (1457).

Antes de embarcarse en este estudio de la sustancia, Aristóteles aborda los principios más fundamentales del razonamiento. Aristóteles los llama «axiomas» (en griego: axioein, "considerar digno"), los requisitos previos de toda argumentación y hasta de toda acción. La rama de la lógica clásica, fundada por Aristóteles, tiene estos tres axiomas:
- El principio de no contradicción:

Es imposible, en efecto, que un mismo atributo se dé y no se dé simultáneamente en el mismo sujeto y en un mismo sentido (con todas las demás puntualizaciones que pudiéramos hacer con miras a las dificultades lógicas).
Metafísica. IV, 3, 1005b 18-20

En la lógica proposicional, el principio de no contradicción se expresa:  {\displaystyle \neg (A\land \neg A)} es verdadero, es decir, A se excluye mutuamente con no-A.
- El principio de identidad:

(Aristóteles no enuncia este principio, pero sí la usa explícitamente en los siguientes pasajes)

Ahora bien, tratar de averiguar por qué una cosa es ella misma no es tratar de averiguar nada (es preciso, en efecto, que el «que» y el «ser» estén previamente claros -por ejemplo, que la Luna se eclipsa-; pero «porque una cosa es ella misma» es la única respuesta y la única causa para todas las cosas, como por qué el hombre es hombre y el músico es músico, a no ser que se diga «porque cada cosa es indivisible en orden a sí misma», que es lo mismo que afirmar su unidad. Pero aquello es común a todas las cosas y breve).
Metafísica. VII,17,1041a 16-18

En cambio, cuando A se da en el conjunto de B y de C y no se predica de ninguna otra cosa, y B se da en todo C, necesariamente se han de invertir A y B: en efecto, comoquiera que A se dice sólo de B y C, y B se predica tanto de sí mismo como de C, es evidente que B se dirá acerca de todas aquellas cosas de las que se dice A, excepto del mismo.
Primeros analíticos. II, 22, 68a 15-20

En la lógica proposicional, el principio de identidad se expresa: {\displaystyle A\leftrightarrow A}, es decir, A es idéntica a sí misma.
- El principio del tercero excluido:

Por consiguiente, si es imposible afirmar y negar al mismo tiempo con verdad, también será imposible que los contrarios se den simultáneamente, y o bien ambos se darán en algún aspecto, o uno en algún aspecto, y el otro, absolutamente.
Metafísica. I, 6, 1011b 20

En la lógica proposicional, el principio del tercero excluido se expresa:  {\displaystyle {\displaystyle (A\lor \neg A)}}, es decir, A es o no es sin graduaciones de validez.
La primera filosofía también debe ocuparse del principio de no contradicción: el principio de que "el mismo atributo no puede pertenecer al mismo tiempo y no debe pertenecer al mismo sujeto y al mismo respecto". Aristóteles dice que este principio es el más seguro de todos los principios, y no es solo una hipótesis. Sin embargo, no puede probarse, ya que está empleado, implícitamente, en todas las pruebas, por lo que cualquier supuesta prueba sería circular. Aristóteles no argumenta que es una verdad necesaria, en cambio, que es imposible no creer en él.
Según Aristóteles, todo lo que es sensato, descansa en el principio de no contradicción. El buen juicio es consistente. Aristóteles señaló dos tipos de inconsistencias: la contradicción (antifásis), que ocurre cuando se afirma algo y lo contrario (ej: X es blanco y X no es blanco); y los contrarios, que son dos juicios que no pueden ser ambos ciertos pero sí los dos falsos (ej: X es blanco y X es negro).

## Juicios
Según Aristóteles, los argumentos o silogismos se componen de juicios (o proposiciones, apophanseis). Los juicios son oraciones con un sujeto (hipokeimenon) y un predicado (katêgorein), en las cuales el predicado se afirma o se niega del sujeto. Así por ejemplo, «Sócrates es hombre» y «todos los hombres son mortales» son juicios. En la actualidad hablaríamos de proposiciones; pero se mantiene la denominación de juicio por ser más acorde con la filosofía de Aristóteles. Hoy se considera como juicio de términos considerando que cada término significa una propiedad como una clase lógica.
Aristóteles llama término (horos) a aquello que puede ser sujeto o predicado de un juicio, y distingue entre términos singulares («Sócrates», «Platón») y términos universales («hombre», «mortal»). Los términos singulares solo pueden ser sujeto, mientras que los términos universales pueden ser tanto sujeto como predicado (con ayuda de cuantificadores). Siguiendo estos criterios, Aristóteles clasificó distintos tipos de juicios y también construyó el cuadro de oposición de los juicios. La siguiente tabla resume los tres tipos de juicios afirmativos y negativos: el universal (katholou, kata pantos), el particular (kata meros, en merei) o el indefinido (adihoristos).
|            | Afirmación                                     | Negación                                             |
| ---------- | ---------------------------------------------- | ---------------------------------------------------- |
| Universal  | Todo S es P. Todos los hombres son mortales.   | Ningún S es P. Ningún hombre es mortal.              |
| Indefinido | Algunos S son P. Algunos hombres son mortales. | Algunos S no son P. Algunos hombres no son mortales. |
| Particular | S es P. Sócrates es mortal.                    | S no es P. Sócrates no es mortal.                    |

## Silogismos

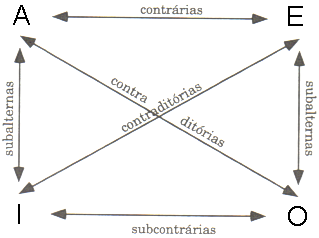
Se llama cuadro de oposición al esquema mediante el cual se estudian las relaciones formales entre los diversos tipos de juicios aristotélicos, considerando cada juicio con términos idénticos:
- A = Universal afirmativo. Término Sujeto tomado en su extensión universal; término Predicado particular; cualidad afirmativa (Todo S es P).
- E = Universal negativo. Término Sujeto tomado en su extensión universal; término Predicado universal; cualidad negativa (Ningún S es P).
- I = Particular afirmativo. Término Sujeto tomado en su extensión particular; término Predicado en su extensión particular; cualidad afirmativa (Algún S es P).
- O = Particular negativo. Término Sujeto tomado en su extensión particular; término Predicado en su extensión universal; cualidad negativa (Algún S no es P).

Según Aristóteles, toda proposición (apophansis) se compone de dos términos (horos), un sujeto (hipokeimenon) y un predicado (katêgorein); y puede ser verdadera o falsa. Luego, todo enunciado afirmativo simple, puede reducirse a "S es P".
La noción central del sistema lógico de Aristóteles es el silogismo (o deducción, apódeixis o sullogismos). Un silogismo es, según la definición de Aristóteles, «un discurso (logos) en el cual, establecidas ciertas cosas, resulta necesariamente de ellas, por ser lo que son, otra cosa diferente». El silogismo es una inferencia en la que una conclusión (sumperasma) se sigue necesariamente de otras dos proposiciones, las "premisas" (protasis). Un ejemplo clásico de silogismo es el siguiente:
1. Todos los hombres son mortales.
2. Todos los griegos son hombres.
3. Por lo tanto, todos los griegos son mortales.

En este ejemplo, tras establecer las premisas (1) y (2), la conclusión (3) se sigue por necesidad. La noción de silogismo es similar a la noción moderna de argumento deductivamente válido, pero hay diferencias.
En los Primeros analíticos, Aristóteles construyó la primera teoría de la inferencia válida. Conocida como la silogística, la teoría ofrece criterios para evaluar la validez de ciertos tipos muy específicos de silogismos: los silogismos categóricos. Para definir lo que es un silogismo categórico, primero es necesario definir lo que es una proposición categórica. Toda proposición contiene dos términos: un sujeto (S) y un predicado (P). Una proposición es categórica si tiene alguna de las siguientes cuatro formas:
- Universal afirmativo (A) = Todo S es P —por ejemplo, todos los humanos son mamíferos.
- Universal negativo (E) = Ningún S es P —por ejemplo, ningún humano es un reptil.
- Particular afirmativo (I) = Algunos S son P —por ejemplo, algunos humanos son varones.
- Particular negativo (O) = Algunos S no son P —por ejemplo, algunos humanos no son varones.

A partir de estos cuatro ejes, Aristóteles en su obra Sobre la interpretación muestra un cuadro de oposición de los juicios (ver imagen de la derecha), donde se relaciona los valores de verdad entre cada jucio categórico. De ellos surgen jucios contrarios (A-E ), subcontrarios (I-O), contradictorios (A-O e I-E) y subalternos (A-I e E-O).
Un silogismo es categórico si está compuesto por exactamente tres proposiciones categóricas (dos premisas y una conclusión), y si ambas premisas comparten exactamente un término (llamado el término medio), que además no está presente en la conclusión. Por ejemplo, el silogismo mencionado más arriba es un silogismo categórico. Dadas estas definiciones, existen tres maneras en que el término medio puede estar distribuido entre las premisas. Sean A, B y C tres términos distintos, luego:
|            | Primera figura | Primera figura | Segunda figura | Segunda figura | Tercera figura | Tercera figura |
|            | Sujeto         | Predicado      | Sujeto         | Predicado      | Sujeto         | Predicado      |
| ---------- | -------------- | -------------- | -------------- | -------------- | -------------- | -------------- |
| Premisa    | A              | B              | A              | B              | A              | C              |
| Premisa    | B              | C              | A              | C              | B              | C              |
| Conclusión | A              | C              | B              | C              | A              | B              |

Aristóteles llama a estas tres posibilidades figuras. El silogismo mencionado más arriba es una instancia de la primera figura. Dado que cada silogismo categórico consta de tres proposiciones categóricas, y que existen cuatro tipos de proposiciones categóricas, y tres tipos de figuras, existen 4 × 4 × 4 × 3 = 192 silogismos categóricos distintos. Algunos de estos silogismos son válidos, otros no. Para distinguir unos de otros, Aristóteles parte de dos silogismos categóricos que asume como válidos (algo análogo a las actuales reglas de inferencia), y demuestra a partir de ellos (con ayuda de tres reglas de conversión), la validez de todos y solo los silogismos categóricos válidos.

## Categorías
Aristóteles fue quizás el primer filósofo en abordar el estudio sistemático de las categorías escribiendo un libro sobre ellas. Su enfoque en líneas generales es materialista y concibe las categorías como reflejo de las propiedades generales de los fenómenos objetivos. Presenta su lista de las diez categorías en Tópicos I.9, 103b20-25 y Categorías, IV, 1 b 25-27. Las diez categorías se pueden interpretar de tres maneras diferentes: como tipos de predicados, como clasificación de los sermones o como tipos de entidades.
- Sustancia ¿Qué es? (del griego: οὐσία; en latín: substantia). Es la base primaria, invariable de todo cuanto existe, conservada pese a todas las transformaciones, a diferencia de los objetos y fenómenos concretos sujetos a cambios, es la esencia más general y profunda, cuya causa y fundamento no se hallan incluso en alguna otra cosa, sino en ella misma. Ejemplos de sustancias pueden ser: Sócrates, el planeta Venus, esta manzana, etc.
- Cantidad ¿Cuánto hay? (del griego: ποσόν; en latín: quantitas). Magnitud, número, extensión, ritmo en que los procesos transcurren, grado de desarrollo de las propiedades, etc. La cantidad es una determinación de las cosas gracias a la cual esta puede dividirse (real o mentalmente); en partes homogéneas y heterogéneas. Ejemplos de cantidad: Un metro, un kilo, etc.
- Cualidad o calidad ¿Cómo es? (del griego: ποιόν; en latín: qualitas). Es aquello en virtud de lo cual alguien tiene algo, es decir, para Aristóteles esto era algo que la gente y los objetos tienen. Puede entenderse esta concepción entendiendo que las cualidades son propiedades, como rojo, azul, áspero, pesado, etc. Ejemplos de cualidad: Blanco, caliente, dulce, etc.
- Relación ¿Qué relación tiene con alguien o algo? (del griego: πρός τι; en latín: relatio). Es momento necesario de interconexión de todos los fenómenos, conducido por la unidad material del mundo, las relaciones entre las cosas son tan objetivas como las cosas mismas. Las cosas no existen al margen de la relación; esta es siempre una relación de cosas. La existencia de toda cosa, sus peculiaridades y propiedades objetivas. Ejemplos de relación: Doble, mitad, mayor, etc.
- Lugar ¿Dónde está? (del griego: ποῦ; en latín: ubi). Es el espacio ocupado o que puede ser ocupado por un cuerpo cualquiera. Sitio que en una serie de ordenada de nombres ocupa cada uno de ellos. El lugar es lo referente a una porción del espacio (ubicado esto en la noción de exterioridad infinita) en la que puede estar un objeto o cuerpo. Ejemplos de lugar: En un mercado, en el Liceo, etc.
- Tiempo ¿De cuándo es? (del griego: πότε; en latín: quando). La materia, en su movimiento, manifiesta ciclos. La magnitud que esta propiedad genera se le llama tiempo. El tiempo es la magnitud física que mide la duración o separación de las cosas sujetas a cambio, esto es, el periodo que transcurre entre dos eventos consecutivos que se miden de un pasado hacia un futuro, pasando por un presente. Ejemplos de tiempo: Ayer, el año pasado, un siglo, etc.
- Situación, estado o posición ¿En qué postura está? (del griego: κεῖσθαι; en latín: situs). Disposición de una cosa con respecto al lugar que ocupa. Ejemplos de situación: De pie, sentado, tumbado, etc.
- Condición, hábito o posesión ¿Cuáles son sus circunstancias? (del griego: ἔχειν; en latín: habitus). Circunstancias que afectan a un proceso o al estado de una persona o cosa. Ejemplos de condición: Armado, descalzo, etc.
- Acción ¿Qué hace? (del griego: ποιεῖν; en latín: actio). Es lo necesario para que se produzca un efecto en las cosas, es el arjé manifestado por la materia para hacer efecto en los procesos del devenir en las personas y cosas. Se puede diferenciar según el lapso considerado en acción instantánea, acción promedio, etc. Ejemplos de acción: Corta, quema, etc.
- Pasión ¿A qué se somete? (del griego: πάσχειν; en latín: passio). Se refiere a un estado que padece o sufre en el que se encuentra el sujeto. Ejemplos de pasión: Es cortado, se quema, etc.

Existe la hipótesis de que Aristóteles consideraba las categorías de posesión y situación como sub-categorías, subsumibles quizás en héxis y diáthesis respectivamente, dos sub-clases de cualidad. Otras nociones se encuentran Accidente «[Lo que] está en un sujeto, pero no se dice de ningún sujeto […]; [y lo que] se dice de un sujeto y está en un sujeto» y Sustancia segunda. Este listado aparece también en otras obras, omitiéndose algunas categorías, come en Tópicos, I, 9, 103 b 20-23; Metafísica, V, 7, 1017 a 25; Segundos analíticos, I, 22, 83 a 21-22 y en Física, V, 1, 225 b 6-8. La categoría más importante es la sustancia o entidad, habiendo dos tipos, la entidad concreta o primera y abstracta o segunda. En cierto modo, la entidad concreta no es una categoría porque no se puede predicar. Entonces, aun sabiendo uno por definición qué es una cosa, no sabrá si es o si existe, pues el ser no es ningún género ni entidad de nada. En esto punto se diferencia mejor la ontología aristotélica de la platónica.

## Otros aportes
Además de su teoría de los silogismos, Aristóteles realizó una gran cantidad de otros aportes a la lógica. En Sobre la interpretación se encuentran algunas observaciones y propuestas de lógica modal, así como una controversial e influyente discusión acerca de la relación entre el tiempo y la necesidad. Según Aristóteles, del par de proposiciones «mañana habrá una batalla naval» y «mañana no habrá una batalla naval», parece que alguna tiene que ser verdadera hoy y la otra falsa. Supongamos que la primera fuera verdadera hoy. Luego, mañana habrá una batalla naval. Pero entonces el futuro ya está determinado, y no depende de nosotros. Lo mismo sucede si suponemos que la segunda proposición es verdadera hoy. Sin embargo, nos parece que el futuro no está determinado, y que en algún sentido importante sí depende de nosotros. Frente a esta situación, Aristóteles discute la posibilidad de que las proposiciones acerca del futuro no sean ni verdaderas ni falsas, es decir una lógica plurivalente.
Aristóteles también reconoció la existencia e importancia de los argumentos inductivos, en los cuales se va «de lo particular a lo universal», pero dedicó poco espacio a su estudio. Por si fuera poco, Aristóteles fue el primero en realizar un estudio sistemático de las falacias. En sus Refutaciones sofísticas identificó y clasificó trece tipos de falacias, entre ellas la afirmación del consecuente, la petición de principio y la conclusión irrelevante.

## Recepción
Se considera a Aristóteles el fundador de la lógica como propedéutica o herramienta básica para todas las ciencias. La lógica aristotélica fue ampliamente aceptada en ciencias y matemáticas y permaneció en uso amplio en Occidente. El sistema de lógica de Aristóteles fue responsable de la introducción del silogismo hipotético, de la lógica modal temporal, de la lógica inductiva, así como de términos influyentes tales como términos, predicables, silogismos y proposiciones. En Europa durante el último período de la época medieval, se hicieron grandes esfuerzos para demostrar que las ideas de Aristóteles eran compatibles con la fe cristiana. Durante la Alta Edad Media, la lógica se convirtió en el foco principal de los filósofos, que participarían en análisis lógicos críticos de los argumentos filosóficos, a menudo utilizando variaciones de la metodología del escolasticismo. A través del latín en Europa occidental y de distintas lenguas orientales como el árabe, armenio y georgiano, la tradición aristotélica fue considerada de forma especial para la codificación de las leyes del razonamiento.
La lógica aristotélica y estóica mantuvo siempre una relación con los argumentos formulados en lenguaje natural. Por eso aunque eran formales, no eran formalistas. Hoy esa relación se trata bajo un punto de vista completamente diferente. La formalización estricta ha mostrado las limitaciones de la lógica tradicional o aristotélica, que hoy se interpreta como una parte pequeña de la lógica de clases. Ayn Rand declaró que consideraba a Aristóteles como el mayor filósofo del mundo y apreciaba en especial su Órganon ('Lógica'). Según Lenin: "La lógica de Aristóteles es una interrogación, una búsqueda, un acceso a la lógica de Hegel". A finales del siglo XIX se descubría como insuficiente el análisis lógico de Aristóteles. Este enfoque cambió cuando Gottlob Frege desarrolló nociones de cuantificación y predicación en su lógica, haciendo obsoleto el silogismo.

### Críticas
Bertrand Russell en su libro Historia de la filosofía occidental fue muy crítico con la lógica de Aristóteles y lo expresa en tres puntos:
1. El sistema aristotélico permite defectos formales que conducen a la "mala metafísica". Por ejemplo, se permitiría el siguiente silogismo: "Todas las montañas doradas son montañas, todas las montañas doradas son doradas, por lo tanto, algunas montañas son doradas", lo que insinúa la existencia de al menos una montaña dorada. Otro error según Russell, es en el de pensar que el predicado de un predicado puede ser un predicado del sujeto original; por ejemplo, Aristóteles piensa que humano es un predicado de griego, pero no es así. Una clase con un solo miembro se identifica erróneamente con ese miembro, lo que hace imposible tener una teoría correcta del número uno.
2. El silogismo está sobrevalorado en comparación con otras formas de deducción. Por ejemplo, en las matemáticas, que son completamente deductivas, el silogismo apenas aparece.
3. La sobrestimación de la deducción como fuente de conocimiento. En este aspecto, Aristóteles fue menos culpable que Platón, dando importancia de la inducción y prestó considerable atención a la cuestión.

Además, Russell termina su revisión de la lógica aristotélica con estas palabras:

Concluyo que las doctrinas aristotélicas de que nos hemos ocupado en este capítulo son completamente falsas, a excepción de la teoría formal del silogismo, que carece de importancia. En el tiempo actual una persona que quiera aprender lógica, se extraviará si lee a Aristóteles o a alguno de sus discípulos. A pesar de todo, los escritos de lógica de Aristóteles muestran gran ingenio y hubieran sido útiles al género humano si hubiesen aparecido en una época en que la originalidad intelectual hubiese sido todavía operante. Por desgracia, aparecieron en el final mismo del período creador del pensamiento griego, y por eso lograron se los aceptase como autorizados. En el tiempo en que renació la originalidad lógica, un reinado de dos mil años había hecho muy difícil destronar a Aristóteles. En los tiempos modernos, prácticamente, cada avance de la ciencia, lógica o filosofía, ha tenido que hacerse contra la encarnizada oposición de los discípulos de Aristóteles.